# Gliese 876 b
Gliese 876 b è un pianeta extrasolare attorno alla nana rossa Gliese 876. Scoperto nel 1999, il pianeta è stato il primo ad essere scoperto in orbita ad una nana rossa.
È il terzo pianeta in ordine di distanza dalla stella del sistema planetario, che attualmente conta altri tre pianeti.

## Scoperta
Gliese 876 b è stato scoperto in modo indipendente da due team differenti: uno guidato da Geoffrey Marcy e l'altro da 
Xavier Delfosse. Come la maggior parte dei pianeti extrasolari finora noti, è stato scoperto individuando le variazioni della velocità radiale della stella dovute alla gravità del pianeta. Cioè è stato fatto misurando lo spostamento Doppler delle linee spettrali di Gliese 876.

## Orbita e massa
Il pianeta è in risonanza orbitale 2:1 con il pianeta Gliese 876 c, la risonanza comporta forti interazioni gravitazionali tra i due pianeti, col risultato che gli elementi orbitali cambiano piuttosto rapidamente.
L'eccentricità di Gliese 876 b è bassa, come quella dei pianeti nel sistema solare. Il suo semiasse maggiore è di sole 0,208 UA, meno di quello di Mercurio. Nonostante questo il pianeta è ugualmente nella parte esterna della zona abitabile poiché la sua stella è molto debole.
Attraverso il metodo della velocità radiale è possibile stabilire solo un limite inferiore nella stima della massa, per Gliese 876 b tale limite inferiore è posto a 1,93 volte la massa di Giove. La vera massa dipende dall'inclinazione dell'orbita che solitamente non è nota.

In questo caso particolare le interazioni gravitazionali potrebbero fornire una stima migliore della massa: il modello che meglio si adatta ai dati sulla velocità radiale indica in 50° l'inclinazione rispetto alla nostra linea visiva, che porterebbe ad una stima del 30% più alta: 2,5 masse gioviane. Ma secondo le misurazioni astrometriche l'inclinazione potrebbe essere di 84°, che porterebbe invece la massa di poco sopra il limite inferiore.

## Caratteristiche
Data la grande massa del pianeta, è molto probabile che Gliese 876 b sia un gigante gassoso senza una superficie solida. Siccome il pianeta è stato individuato solo indirettamente, caratteristiche quali il raggio, la composizione e la temperatura non sono note.

Ipotizzando una composizione chimica simile a quella di Giove e un ambiente in equilibrio chimico, si ritiene che l'atmosfera di Gliese 876 b sia priva di nubi, tuttavia nelle regioni più fresche del pianeta potrebbero formarsi anche nubi d'acqua.
Essendo il pianeta nella zona abitabile, seppur al limite esterno, un'ipotetica grossa luna potrebbe offrire un ambiente abitabile, simulazioni sulle interazioni mareali tra il pianeta, la stella e l'eventuale luna, suggeriscono che un satellite in orbita attorno a Gliese 876 b potrebbe essere stabile. Tuttavia non è chiaro se una luna così grande (delle dimensioni della Terra) possa innanzitutto formarsi in un tale sistema.